# Lynd (Minnesota)
Lynd – miasto w Stanach Zjednoczonych, w stanie Minnesota, w hrabstwie Lyon.